# Rafał Sygietowicz
Rafał Sygietowicz (ur. 1880 w Lechowie, zm. 12 czerwca 1925) – polski rolnik, polityk, poseł na Sejm I kadencji w II RP z ramienia Związku Ludowo-Narodowego.

## Życiorys
Był synem Walentego i Elżbiety z Żurowiczów. Ukończył szkołę podstawową. 26 czerwca 1910 w kościele św. Jakuba Apostoła w Krzemienicy ożenił się z wdową, Franciszką z Adamowiczów Warulik. Posiadał gospodarstwo rolne w Zagórzu.
W wyborach w 1922 kandydował bezskutecznie z listy nr 8 (Chrześcijański Związek Jedności Narodowej) w okręgu wyborczym nr 12 (pow. Błonie, Skierniewice, Rawa i Grójec). 18 maja 1923 objął mandat poselski w miejsce Wojciecha Wojciechowskiego, który zmarł w trakcie kadencji. W Sejmie był członkiem klubu Związku Ludowo-Narodowego. Należał do komisji rolnej.
Zmarł w trakcie kadencji 12 czerwca 1925. Jego miejsce w Sejmie zajął Józef Markowicz.